# Castle Rock (série télévisée)
Pour les articles homonymes, voir Castle Rock.
Castle Rock est une série télévisée américaine en vingt épisodes d'environ 50 minutes créée par Sam Shaw et Dustin Thomason, produite par Stephen King et J. J. Abrams, et diffusée entre le 25 juillet 2018 et le 11 décembre 2019 sur le service de vidéo à la demande Hulu, le même jour sur Space et sur CraveTV au Canada.
En France, la première saison a été diffusée à partir du 18 octobre 2018 sur Canal+ et sur MyCanal, la plate-forme de rattrapage de Canal+. La deuxième saison est disponible sur StarzPlay. Au Québec, elle est diffusée à partir du 11 février 2019 sur AddikTV. Elle est néanmoins inédite dans les autres pays francophones.

## Synopsis

### Saison 1

Shawshank dans la série.

Dans la ville de Castle Rock, dans le Maine, un individu est retrouvé enfermé dans les sous-sols de la prison d'État de Shawshank. L'aile de la prison où il a été trouvé étant fermée depuis longtemps, le Kid paraît déboussolé et ne fait que mentionner le nom d'Henry Deaver, un avocat des condamnés à mort…

### Saison 2

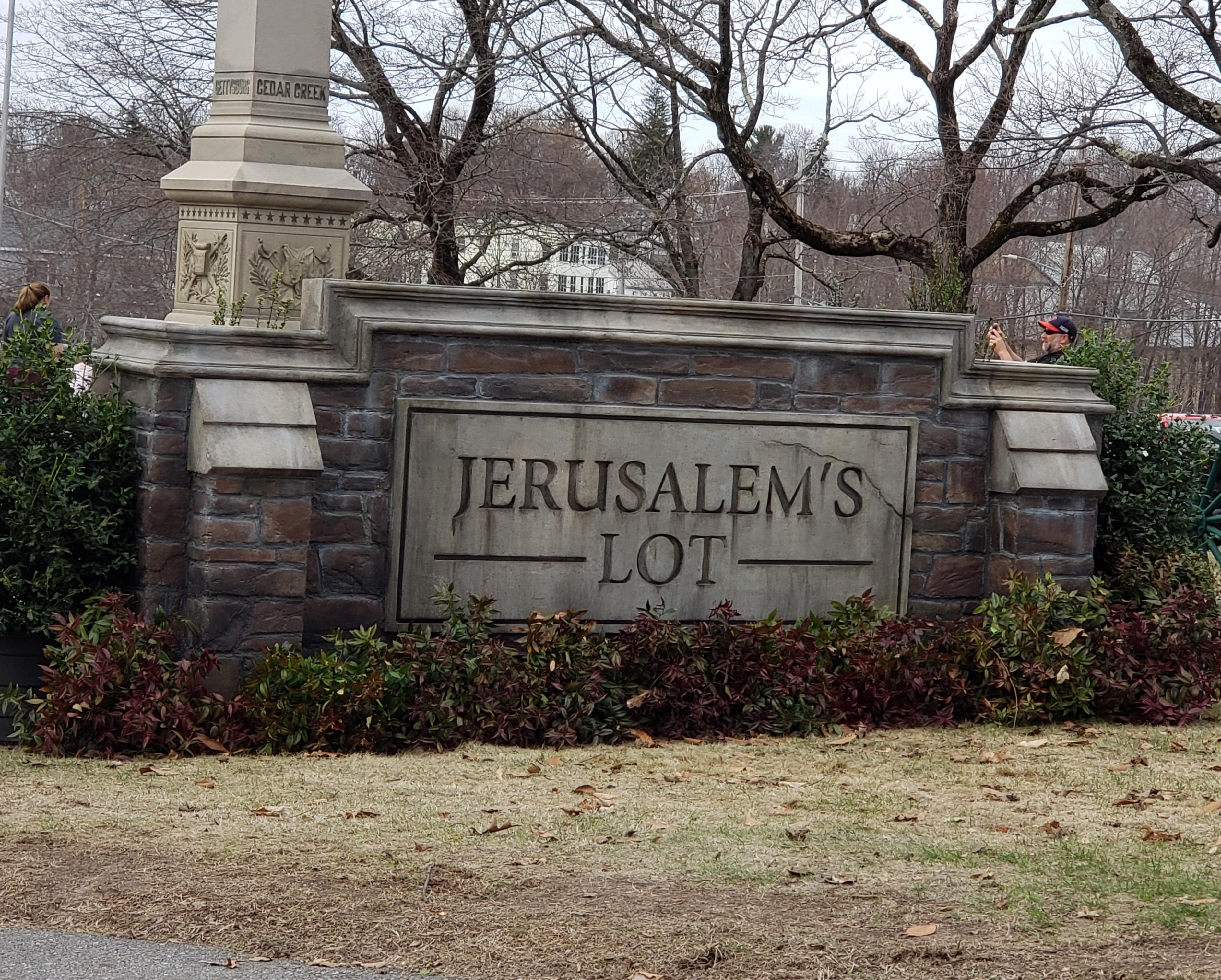
Panneau d'entrée de Jerusalem's Lot.

Hommage au roman Misery, la saison 2 de la série présente l'arrivée de la psychopathe en herbe Annie Wilkes avec sa fille à Castle Rock alors qu'une querelle entre deux clans rivaux s'intensifie et que la célébration du quatre centième anniversaire de la petite ville se prépare. La jeune infirmière, accueillie froidement par les habitants du coin, ne compte pas se laisser intimider…

## Distribution

### Saison 1

#### Acteurs principaux
- André Holland (VF : Daniel Lobé) : Henry Deaver
- Melanie Lynskey (VF : Clotilde Morgiève) : Molly Strand
- Bill Skarsgård (VF : Matthieu Sampeur) : le « Kid »
- Jane Levy (VF : Laure Berend) : Diane « Jackie » Torrance[7]
- Sissy Spacek (VF : Frédérique Cantrel) : Ruth Deaver

#### Acteurs récurrents et invités
- Noel Fisher (VF : Kamel Isker) : Dennis Zalewski
- Scott Glenn (VF : Georges Claisse) : Alan Pangborn
- Terry O'Quinn (VF : Michel Laroussi) : Dale Lacy
- Chosen Jacobs (VF : Roman Kané) : Wendell Deaver
- Adam Rothenberg (VF : Gérard Darier) : le révérend Matthew Deaver
- Jeffrey Pierce (VF : Laurent Maurel) : Alan Pangborn jeune
- Audrey Moore (VF : Anne Plumet) : Mme Strand
- Josh Cooke (VF : Gilduin Tissier) : Reeves
- Rob Di Ninni (VF : Christophe Desmottes) : le père de Gordie
- Aaron Staton : Pasteur Drew
- Ann Cusack : Theresa Porter, nouvelle directrice de la prison d'État de Shawshank
- Rory Culkin : Willie

### Saison 2

#### Acteurs principaux
- Lizzy Caplan (VF : Olivia Nicosia) : Annie Wilkes
- Paul Sparks (VF : Yann Guillemot) : John « Ace » Merrill
- Barkhad Abdi (VF : Diouc Koma) : Abdi Howlwadaag
- Yusra Warsama (VF : Dorylia Calmel) : Dre Nadia Howlwadaag
- Elsie Fisher (VF : Elise Lhomeau) : Joy Wilkes
- Matthew Alan (VF : Benjamin Egner) : Chris Merrill
- Tim Robbins (VF : Gabriel Le Doze) : Reginald « Pop » Merrill

#### Acteurs récurrents et invités
- Abby Corrigan (VF : Valentine Catzéflis) : Chance
- Tenea Intriago (VF : Morgane Fourcault) : Vera
- Chad Knorr (VF : Jean-Philippe Desrousseaux) : Billy
- Faysal Ahmed (VF : Pascal Gilbert) : Hassan
- Owen Burke (VF : Nicolas Justamon) : Lance
- Isayas Theodros (VF : Olivier Dote Doevi) : Jamal
- Skylan Brooks (VF : Fabien Gravillon) : Timothy
- John Hoogenakker (VF : Eric Chantelauze) : Carl
- Alison Wright (VF : Carole Franck) : Valerie
- Georgia Lyman (VF : Juliette Allain) : Heather
- Robin Weigert (VF : Florence Pernel) : Chrysida Wilkes
- Chris Mulkey (VF : Bertrand Dingé) : Clay
- Sarah Gadon : Rita Green
- Aaron Staton : Pasteur Drew
- Bill Skarsgård : « L'Ange »

Version française
- Direction artistique : Christèle Wurmser[9]

 Source et légende : version française (VF) sur RS Doublage et Doublage Séries Database

## Production

### Développement
Annoncée conjointement par Stephen King et J. J. Abrams durant l'été 2017, les créateurs de la série ont annoncé chercher à placer subrepticement des références à l'univers de Stephen King, sans pour autant chercher obstinément à en placer autant que possible. L'idée étant pour eux de n'en intégrer que si cela a du sens et apporte quelque chose à l'histoire.
Le 4 novembre 2020, Hulu annule la série.

### Attribution des rôles
Bill Skarsgård, qui interprète le rôle du « Kid », incarne le personnage de Grippe-sou, le Clown Dansant, dans les films Ça (2017) et Ça : Chapitre 2 (2019), adaptés du roman de Stephen King. Par ailleurs, Sissy Spacek, qui interprète ici Ruth Deaver, a joué le rôle de Carrie White dans Carrie au bal du diable sorti en 1976, autre adaptation cinématographique d'un roman de l'auteur ; et Melanie Lynskey, qui interprète ici Molly Strand, a joué de son côté dans Rose Red, adaptation du (faux) "journal intime" d'Ellen Rimbauer, écrit en réalité par Stephen King.
En mars 2019, la distribution principale de la saison 2 est annoncée. La distribution sera composée de Lizzy Caplan dans le rôle d'Annie Wilkes, Tim Robbins, Garrett Hedlund, Elsie Fisher dans le rôle de Joy Wilkes, Yusra Warsama, Barkhad Abdi et Matthew Alan.

### Tournage

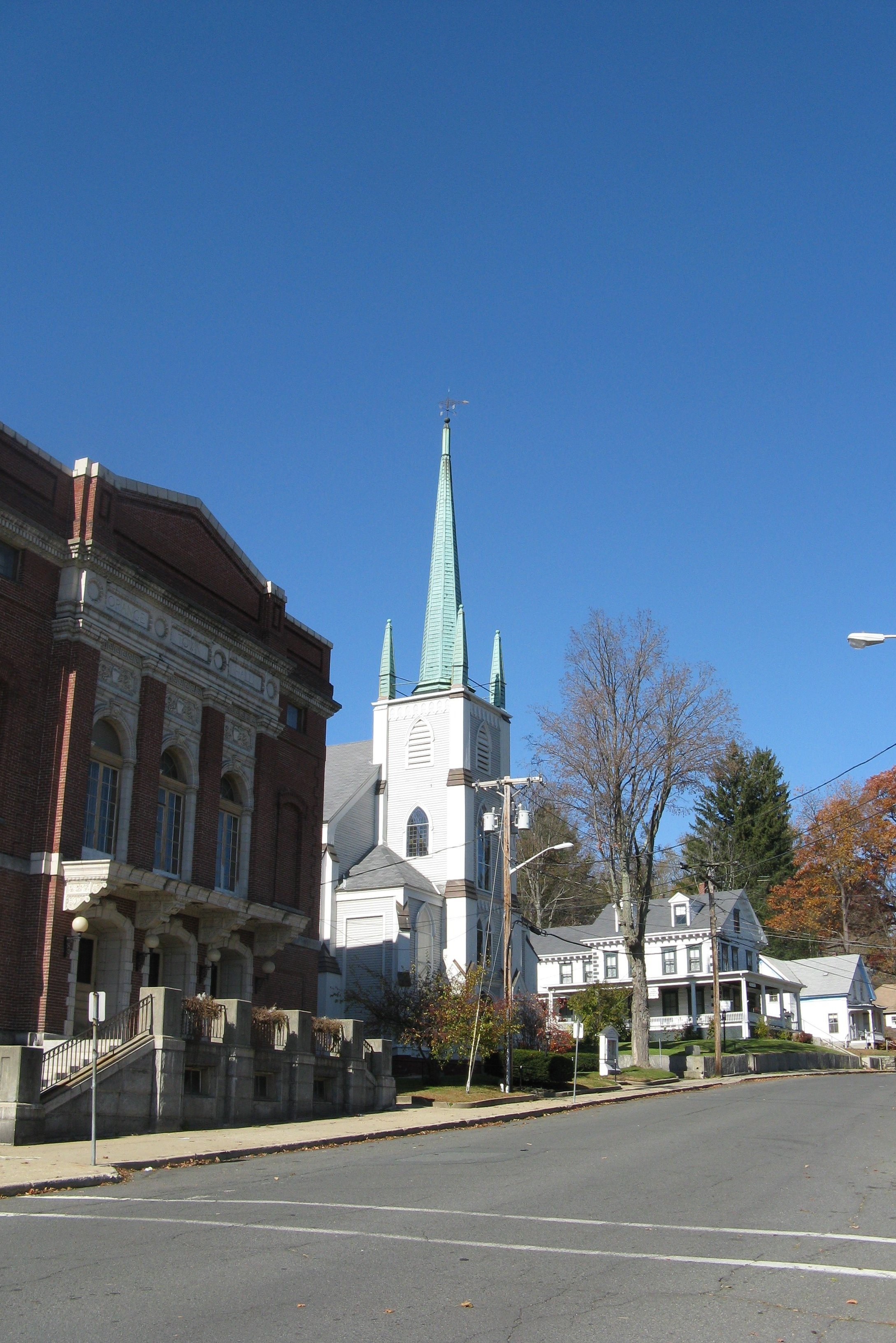
Centre-ville d'Orange, Massachusetts.

Le tournage de la saison 1 s'est fait en partie à Orange, dans le Massachusetts, jusqu'en janvier 2018. Le centre-ville a totalement été redécoré pour ressembler à la ville de Castle Rock. Par exemple, le centre commercial a été renommé en Mellow Tiger Bar, et le Veto MFG Compagny a été transformé en poste de police municipal.
Du 4 septembre 2017 jusqu'à la fin du mois, la production a eu lieu au Pénitencier d'État de Virginie-Occidentale à Moundsville, qui est apparu comme la prison d'État fictive de Shawshank où toute une partie de l'intrigue s'y déroule. Pour cela, l'équipe a tourné dans les vraies salles du pénitencier, incluant les prises de vues extérieures de la prison.
Le reste a été tourné aux studios de New England, à Devens. Les effets spéciaux ont été utilisés pour le changement de saison (y compris l'ajout de neige aux scènes où il n'y en avait pas sur place), et la création de l'incendie de forêt pour l'épisode 5.
Pour la saison 2, la production a choisi de tourner dans la ville de Gardner, Massachusetts, comme représentation de Jerusalem's Lot. Le bâtiment utilisé pour le magasin d'antiquités de l'Emporium Galorium, quant à lui, se trouve au 625 Main Street, à Clinton, Massachusetts.

### Fiche technique
Sauf indication contraire, les informations mentionnées dans cette section peuvent être confirmées par la base de données cinématographiques IMDb,  présente dans la section « Liens externes ».
- Titre : Castle Rock
- Création : Sam Shaw et Dustin Thomason
- Scénario : Sam Shaw et Dustin Thomason, d'après l'univers de Stephen King
- Direction artistique : Oana Bogdan Miller (saison 1) et Kevin Constant (saison 2)
- Décors : Steve Arnold, Tony Fanning et Alex Cameron
- Costumes : John Dunn et Kathleen Detoro
- Photographie : Richard Rutkowski (10 épisodes), Jeffrey Greely (9 épisodes) et John Lindley (1 épisode)
- Montage : Trevor Baker, Tom Wilson, Ryan Jones, Matthew Colonna, Kelley Dixon, David Berman, Tammis Chandler, Eleanor Infante, David Bilow, Tanya M. Swerling, Hugo Diaz et Nathan Easterling
- Musique : Thomas Newman (6 épisodes), Chris Westlake (18 épisodes)
- Casting : Jeanie Bacharach et Mark I. Rutman
- Production : J.J. Abrams, Scott Brown, Stephen King, Liz Glotzer, Ben Stephenson, Sam Shaw et Dustin Thomason
- Sociétés de production : Bad Robot Productions
- Sociétés de distribution : Hulu
- Pays d'origine :  États-Unis
- Langue originale : Anglais
- Genre : fantastique, horreur, thriller, drame
- Durée : de 48 à 55 minutes par épisode

## Épisodes

### Première saison (2018)
1. Le Secret de Shawshank (Severance)
2. Syndrome crépusculaire (Habeas Corpus)
3. La Chanson de l'esprit (Local Color)
4. Le Témoin (The Box)
5. Les Figurines de Lewis (Harvest)
6. Un passé trop présent (Filter)
7. Le Retour (The Queen)
8. Passé recomposé (Past Perfect)
9. De l'autre côté du miroir (Henry Deaver)
10. La Porte (Romans)

### Deuxième saison (2019)
Elle est mise en ligne hebdomadairement depuis le 23 octobre 2019 sur le service Hulu.
1. Laisse filer le fleuve (Let the River Run)
2. La Nouvelle Jérusalem (New Jerusalem)
3. Les Liens qui nous unissent (Ties that Bind)
4. Faire renaître l'espoir (Restore Hope)
5. Un petit coin de paradis (The Laughing Place)
6. La Mère (The Mother)
7. Le Mot (The Word)
8. Souillé (Dirty)
9. Acheteurs, prenez garde (Caveat Emptor)
10. Purification (Clean)

## Accueil

### Distinctions

#### Récompenses
- Writers Guild of America Awards 2018 :
  - Meilleur scénario pour une série télévisée originale[16].

#### Nominations
- People's Choice Awards 2018 :
  - Série télévisée dramatique de l'année (présélectionné)[17].
- Satellite Awards 2018 :
  - Meilleure série télévisée de genre[18].
- Art Directors Guild Awards 2019 :
  - Série télévisée à caméra unique d'une heure pour Steve Arnold (épisode Le Témoin (The Box))[19].
- Golden Reel Awards 2019 :
  - Meilleur montage son pour un épisode de série télévisée, pour l'épisode Le Secret de Shawshank (Severance)[20].
- Fangoria Chainsaw Awards 2019 :
  - Meilleure série.
- Saturn Awards 2019 :
  - Meilleure série d'horreur et thriller en streaming[21].
  - Meilleure actrice dans un second rôle d'un programme en streaming pour Sissy Spacek[21].
- Saturn Awards 2021 :
  - Meilleure série d'action ou de thriller[22].

## Produits dérivés

### Sorties en DVD et disque Blu-ray
L'intégrale de la saison 1 est sortie en France le 5 juin 2019 en DVD. L'intégrale de la saison 2, elle, est sortie le 2 décembre 2020.

## Autour de la série